# ワ州連合軍
ワ州連合軍（ワしゅうれんごうぐん、簡体字: 佤邦联合军; 繁体字: 佤邦聯合軍; 拼音: Wǎbāng Liánhéjūn、ビルマ語: ဝပြည် သွေးစည်းညီညွတ်ရေး တပ်မတော်、ワ語: Kru' Naing' Rob Rom' Hak Tiex Praog、英語: United Wa State Army、略称: UWSA）は、ミャンマーのワ州（ワ自治管区）を支配するワ州連合党の軍事部門である。
UWSAはパオ・ユーチャン(Bao Youxiang）が率いる、推定2万〜3万人のワ族兵士からなる少数民族の軍隊である。
ミャンマー政府は公式にワ州の主権を認めていないが、ミャンマー軍はしばしばワ州連合軍と同盟を結び、シャン州軍 (南)と衝突している。
1989年にビルマ共産党（CPB）の瓦解後、ワ州連合軍が結成された。
2009年1月1日にワ州連合軍は支配地域をパオ・ユーチャンを事実上の長官、肖明亮副長官とする「ワ州政府特別行政区」と命名することを宣言した。
ミャンマーから事実上独立しているにもかかわらず、ワ州はミャンマーの全領土に対する主権を公式に認めている。すでに1989年に両者は停戦協定を締結しているが、2013年に和平協定に調印した。

## 歴史

### UWSA結成

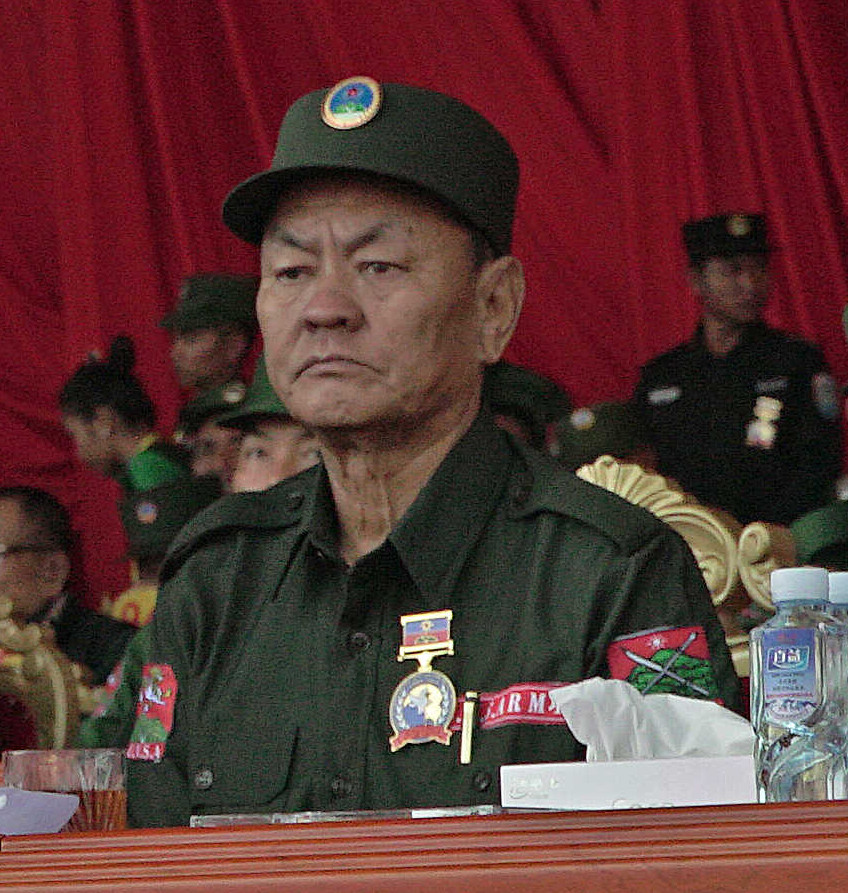
ワ州連合軍の総司令官であるパオ・ユーチャン（2017年）

1989年3月12日、積年の党幹部に対する不満から、彭家声率いるコーカン族の部隊がビルマ共産党を脱退して反乱を起こし、4月16日、パオ・ユーチャンとチャオ・ニーライ率いる、主にワ族で構成されていた第12旅団もこれに続いて、党本部があったパンカンを襲撃してこれを占領。ビルマ族の党幹部は中国へ逃亡し、ビルマ共産党は崩壊した。
ビルマ共産党は4つの組織に分裂し、共産党の兵士の80％を占め最大勢力だったワ族はビルマ民族統一党 (Burma National United Party：BNUP）を結成し、1989年11月11日、ラーショーで当時の軍情報部のトップ・キンニュンらと会談して、当時の軍政・国家法秩序回復評議会（SLORC）と停戦合意を結んだ。その内容は、BNUPが少数民族武装勢力、8888民主化運動で勃興した民主派など他のいかなる反政府勢力と連携しないことを条件に、政府が、ワ丘陵地帯に道路、橋、学校、病院を建設する「国境開発計画」に7000万ksを出資し、ディーゼル、ガソリン、灯油、米などを配給するというものだった。コーカン族に続いて2番目に停戦合意を結んだ組織ということで、ワは正式には「シャン州第2特区」となった（その後、2008年憲法によりワ自治管区となった）。
同年11月30日、BNUPは、公式にはワ民族機構（WNO）の行政機構だが、実質、独立した組織となっていたワ民族評議会（Wa National Council: WNC）と合併して、ワ州連合党 (UWSP)とその軍事部門・ワ州連合軍（UWSA）を結成した。チャオ・ニーライが政府の議長とUWSP書記長を兼任し、パオ・ユーチャンがUWSAの最高司令官となった。WNCと合併したことにより、UWSP/UWSAは泰緬国境にあったその領土を非公式ながらも併合し、UWSP/UWSAの領土は北部のワ丘陵地帯と、飛び地の南部の泰緬国境地帯を合わせたものとなった。

### ヘロイン生産急増

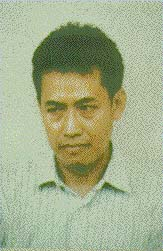
魏学剛（ウェイ・シューカン）

シャン州北東部の旧ビルマ共産党の支配地域は、政府との停戦合意により、各勢力の支配地域内での活動の自由が認められたたため、アヘンの栽培とヘロインの生産が盛んになった。アヘンをヘロインに精製する際に必要な化学物質は中国、インド、タイから輸入され、1990年初頭には旧ビルマ共産党の支配地域内に少なくとも17のヘロイン精製所があり、そのうち6つはワ丘陵地帯にあった。WNCと合併して、飛び地ではあったが泰緬国境地帯（以前よりヘロイン精製所があった）が領土となったことにより、タイへの輸出アクセスが改善されたことも、この流れを加速させた。この麻薬ビジネスを担ったのは、WNCの実質的な権力者だった魏学龍、魏学剛、魏学賢の魏三兄弟で、特に次男の魏学剛（ウェイ・シューカン）が最重要人物だった。
アメリカ国務省は、ミャンマーのケシ栽培面積について1987年には9万2,300ヘクタールだったものが、1989年には14万2,742ヘクタール、1991年には16万1,013ヘクタールにまで増加したと推定している。またアメリカ麻薬取締局（DEA）は、ミャンマーの年間麻薬生産量について、1986年はアヘン900トンとヘロイン75トン、1989年はアヘン2,430トン、ヘロイン203トン、1993年はアヘン2,575トン、ヘロイン215トンと推定している。生産されたヘロインは東南アジア他、タイの港や空港から北米、南米、欧州、オーストラリアに運ばれた。
同じく泰緬国境でヘロイン生産を行っていた「麻薬王」クン・サとモン・タイ軍（MTA）は、麻薬ビジネスにおいて急成長するUWSAを脅威と見なし、1989年4月にワ族がビルマ共産党を脱退すると、すぐにワ州南部に攻撃を開始したが、UWSAは国軍の支援を受けてこれに反撃、1996年、ついにクン・サは政府に降伏した。MTAとの戦闘でUWSAは約2,000人の兵士を失ったのだという。クン・サに勝利した後、国軍はUWSAに泰緬国境地帯から立ち退くように命令したが、UWSAはこれを拒否。結局、最終的に政府の同意を得て、事実上シャン州第2特区に組み入れた。UWSAはゴールデン・トライアングル（黄金の三角地帯）におけるヘロイン生産・取引の主役に躍り出た。

### 急速な経済発展

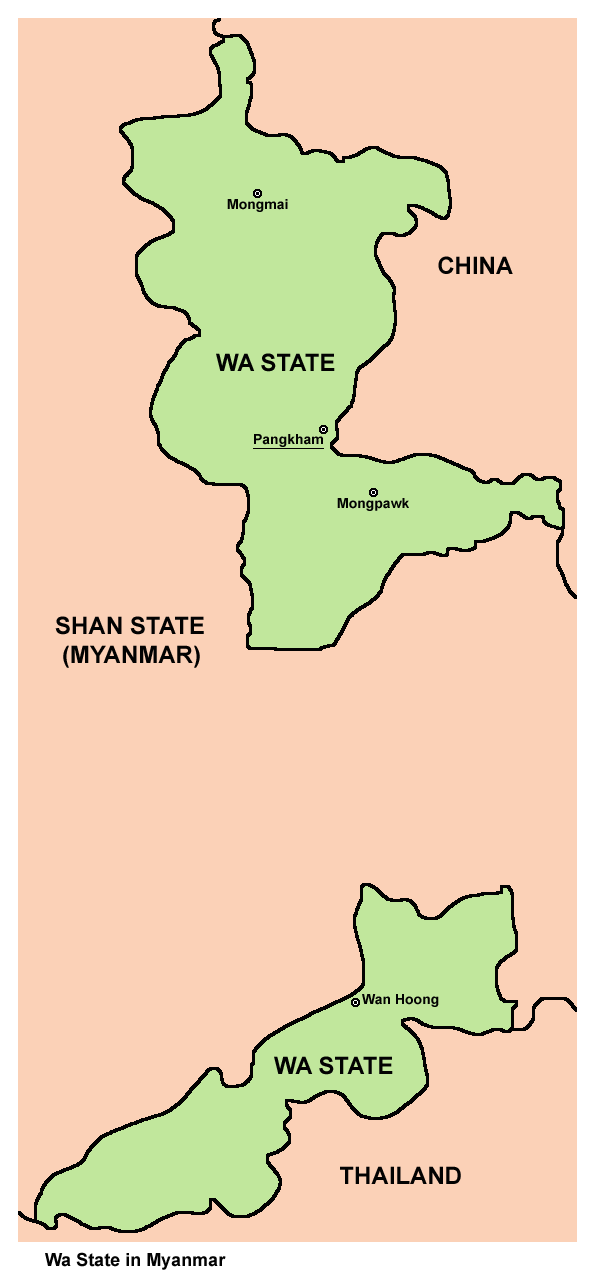
2015年現在のUWSAの支配地域。南部地区は本来ワ族の領土ではなく、1989年に始まった対クン・サ戦争におけるワ州連合軍の協力の見返りに、当時のビルマ政府から与えられたものである。

ビルマ共産党時代のパンカンは、コンクリート製の建物は議長が住む家とラジオ放送局しかなく、残りの家屋は木と竹でできており、商業活動は地元の人々が野菜、豚肉、鶏肉、そしてアヘンを売りにくる市場だけ、車は中国製のジープと軍用トラックがあるだけの、貧しく辺鄙な場所だった。 しかしヘロインの生産・密売で得た莫大な利益によって、反乱から数年のうちにパンカンは大きな発展を遂げた。街中には市場、小売店、工房、高層住宅が建ち並び、太陽電池パネルを動力とする街灯がある舗装道路には、さまざまな種類の車、バス、トラックが行き交い、主要な交差点には、ワ族の英雄の像とワのシンボルである水牛が設置されている。集落間を結ぶ道路もきれいに舗装され、時間は飛ぶが、2007年11月にはパンカンと中緬国境のナムカ川の中国側にある孟阿との間に、新しいコンクリート橋が建設された。また映画館、ゴーカート場、ボーリング場、ローラースケート場のような娯楽施設も建設され、豪華なホテル、カジノ、ナイトクラブ、ディスコなどの遊興施設も建設され、後者では無論、売春が行われており、中国雲南省から多くの観光客が訪れる。すべて中国の建設会社が建設を請け負ったので、まるで中国の街のようだという。パンカンを訪れたことのあるジャーナリストのバーティル・リントナーは、その様子を次のように描写している。
パンカンを見下ろす丘の上には、かつて戦死したビルマ共産党党員の慰霊碑があった場所に隣接して、2階建てのゴールデンベイビー・ディスコが建っている。上階はナイトクラブで、ガラス張りの壁からは夜のパンカンの明かりが眺められる。下階にはカラオケラウンジとプライベートパーティールームがあり、VIPをもてなすことができる。追加料金を支払えば、露出度の高いミニスカートをはいた若いホステスと付き合うこともできる。ゴールデンベイビー・ディスコからそう遠くないところに、UWSAのイン・ユアン・ エンターテインメントコーポレーションが経営する大きなカジノがある。通りの向かい側には森の休憩所があり、そこには数頭の月熊と 1 匹の猿が檻に入れられている。彼らは見物人からビールと火のついたタバコを与えられ、とても惨めな顔をしている。 商業的なセックスはカラオケラウンジだけではない。パンカンの多くの美容室は、夜はピンクのネオンの下で売春婦を雇う場所としても機能している。料金を払えば、女性たちを近くのホテルに連れて行ける。タキン・バーテインティンと彼の旧共産党の同志たちは、ビルマでプロレタリア革命を起こそうとした彼らの本部がどうなったかを見たら、間違いなく墓の中で身をよじるだろう。
ビルマ共産党時代の学校では教科書はミャンマー語のみで、ワ語やその他の少数民族の言語は教えられず、教会や僧院でほそぼそと教えられていただけだったが、現在のワ州の学校では、ワ語、中国語、シャン語、ラフ語その他の現地語が教えられ、ミャンマー語も30％の学校で教えられている。ビルマ共産党時代は、ワ丘陵には学校は20校しかなく、生徒数は480人、教師数は100人だったが、現在では409校あり、生徒数は6万人以上、教師数は2,400人で、ほぼすべての村に小学校があり、すべての郡区に高校がある。またかつては病院はわずか4つしかなかったが、現在では、中国で教育を受けた医師や看護師が揃っていうる小規模な診療所など、設備の整った病院が26つある。宗教と民族の多様性を反映して、仏塔、教会、モスクも新たに建設された。1995年にはワ中央当局（Wa Central Authority:WCA）という行政機関が設立され、財務、政務、農業、林業、広報、法執行、物流、保健、教育、建設、軍事、外交の他、女性問題を担当する部局も設けられた。
経済発展の副作用として貧富の差が拡がっているとも言われるが、ハンス・シュタインミュラーという研究者は「ワ州の相対的不平等は急激に高まっているものの、生活水準は向上し、絶対的貧困は過去よりも低くなっている」と述べている。

### 下火になったヘロイン
1980年代半ばまでは、ミャンマーで製造されたヘロインは、主に陸路でタイに密輸され、その後タイの漁船で香港に運ばれ、北米、南米、欧州、オーストラリアなどに運ばれていた（タイルート）。しかし、1970年代後半に中国が門戸開放政策を採り、国境を開放して徐々に経済発展するにつれ、ビルマ → 雲南省 → 貴州省 → 広西省 → 広東省 → 香港 → 国際市場という麻薬の密輸ルートが確立した（中国ルート）。そして8888民主化運動の真っ只中、1988年8月6日にミャンマーと中国との間で二国間国境貿易協定が結ばれ、中緬国境貿易が盛んになると、徐々にミャンマーから中国ヘヘロインが流入するようになり、1989年以降、旧ビルマ共産党の各武装組織がヘロインの製造を始めると、その量は爆発的に増加した。中国当局の発表によると、当局が押収したヘロインの量は、1980年代はほとんどなかったのに1995年は2.376トン、1996年は4.347トン、1997年は5.477トンにも上った。
無論、中国はこの状況を等閑視してたわけではなく、1991年には中国で麻薬関連の逮捕者が8,080人だったのが、10年後の2001年には4万854人にも上り、実数は不明だが、重大薬物犯罪で有罪判決を受けた者のほとんどを処刑した。1994年には当時のシャン州第1特区（コーカン地区）の指導者だった楊茂良の兄弟である楊茂賢が麻薬密売の容疑で中国当局に逮捕され、死刑判決を受けて処刑されるということもあった。この時期、パオ・ユーチャンらワ州の指導者たちも度々昆明に呼び出され、中国当局から中国に麻薬を持ち込むなと厳重に警告されており、1995年には「2005年までにワ州のアヘン栽培を全面禁止する」という声明を発表せざるをえなくなった。そして1996年、パオ・ユーチャンの兄・パオ・ヨウイーが麻薬密売の容疑で中国当局に呼び出されるという決定的なことが起きた。

ワ州関係者が次のようにその様子を語っている。
1996年以前にはワ州から大量のヘロインが中国に密輸されており、1996年には中国当局は広東省で約590kgという膨大な量のヘロインを押収した。当局は広東省と香港で密輸業者を逮捕し、雲南省までヘロインの痕跡をたどり、そこで数人の共犯者を逮捕し、徹底的な捜査の結果、この計画の黒幕がパオ・ヨウイー（鮑有義）であることを突き止めた。当時雲南省公安局長はパオ・ヨウイーと李自如を普洱市に呼び出し、パオ・ヨウイーがヘロイン取引に関わっている証拠があり、共犯者をここに連れてきて証言させることもできると言った。2人は黙ってそれを聞いていたが、やがて李自如が口を開き、パオ・ヨウイーがかつてビルマ共産党の熱心な支持者であったことを述べ、そしてパオ・ヨウイーの数々の善行を並べ立てた。結局、2人はワ州関係者がヘロインを密輸するために中国ルートを使用しないことを約束する覚書に署名した。。
中国に国境を閉鎖され孤立することを恐れたワ州の指導者たちは、1997年6月20日に、中国からの買い手にヘロインを販売しているのが見つかった者には厳格に処罰するという声明を出し、パオ・ヨウイーはパオ・ユーチャンによってワ州南部に移住させられ、その後、ワ州の指導者たちは中国ルートを滅多に使わなくなった。また国際ヘロイン市場で、コロンビア産ヘロインやアフガニスタン産ヘロインと競合するようになったのも、ヘロインの供給を減らすインセンティブになった。
実際、1997年以降、ミャンマーにおけるアヘンの生産量は減少し始め、2003年までにアメリカ政府の推定では484トン、国連の調査では81トンに減少。その後の国連の調査でもミャンマーのアヘン生産量は減少し続け、2004年には370トン、2005年には312トンにまで減少した。
1998年から2002年にかけては、1,550万＄の費用を費やして、ワ州で国連薬物犯罪事務所（UNODC）主導の代替開発プロジェクトが実施され、2003年からは「コーカンとワ主導（Kokang and Wa Initiative：KOWI)」というパートナシップを通じて、ケシ農家とその家族が基本的な生活ニーズを満たせるよう支援することを目的として、国連機関や国際NGOに対してワ州やコーカン地区への進出を促すプロジェクトも始まった。しかしこのプロジェクトは、後述するように2005年1月に、アメリカ連邦裁判所が麻薬密売容疑でUSWAの指導者たちを起訴したことにより頓挫した。
しかし、これのプロジェクトが実施されている裏で、パオ・ユーチャンらワ州の指導者たちは、アヘンに代わるものとしてメタンフェタミンに目を付けていた。

### メタンフェタミンの生産

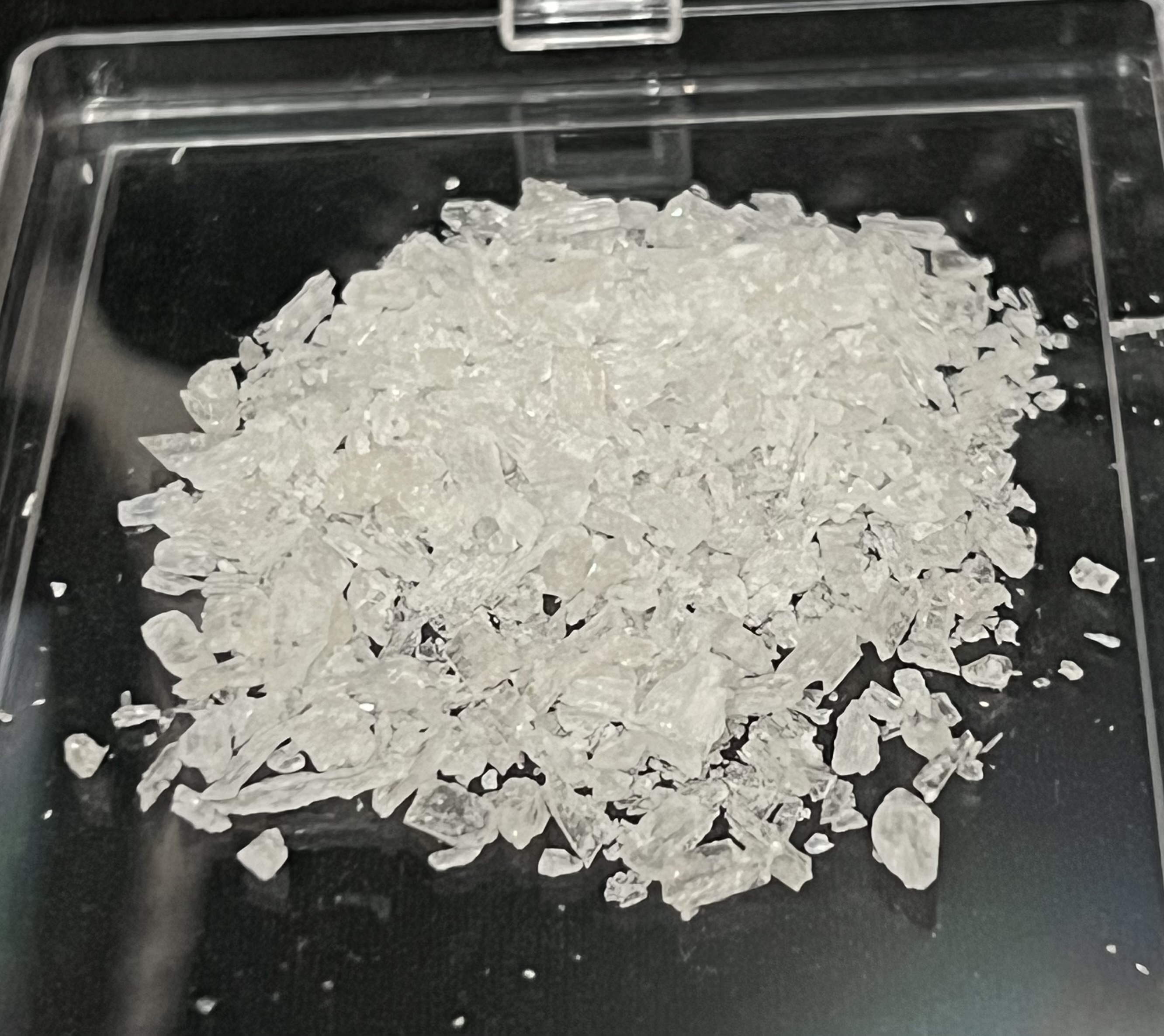
メタンフェタミン

ゴールデン・トライアングルで、メタンフェタミン（いわゆる覚醒剤。タイではヤーバーと呼ばれる）を大規模に製造し始めたのはクン・サと言われている。UWSAとの戦闘が激化して彼のモン・タイ軍（MTA）が財政難に陥ったため、1996年頃から新たな資金源として製造が開始された。そのクン・サが政府に降伏した年の1996年、魏学剛はUWSAの政治部門・UWSPの中央委員会メンバーに選出され、ワ州南部に設置された第171軍管区の司令官となった。そして1998年頃、「タイの麻薬王」と呼ばれたバン・ロン（Bang Ron）が魏学剛の元を訪れ、ヤーバーの製造と流通に必要なノウハウをもたらし、ワ州南部を拠点にして2人共同でヤーバーの生産に乗り出した。ちなみにUWSA産のヤーバーには「WY」の刻印がされている。
そして効果はすぐに現れ、1997年、タイで押収されたスピードピルと呼ばれる錠剤型のヤーバーは約2200万錠だったが、1998年には3000万錠、1999年には約4000万錠、2002年には9590万錠にまで増加した。また1990年には麻薬犯罪者が起訴された罪は、大麻関連が62.2％、ヘロイン関連は21.3 ％、メタンフェタミン関連はわずか3.7 ％だったが、2000年には大麻関連の罪は9.5％、ヘロイン関連は2.2％、メタンフェタミン関連は79.5 ％となった。
海外にも輸出されたヘロインと違い、ヤーバーの主なマーケットはタイで、ユーザー側からすればヘロインに比べて小さく隠しやすく、また安価というメリットがあった。2000年初頭の路上価格は1錠120バーツで、ビール2本分の価格とほぼ同等だった。またサプライヤー側からすれば、ヤーバーの製造はヘロインに比べてはるかに簡単で、タイの港や空港を経由して密輸する必要がないため、金銭の回収が早く、リスクもはるかに少ないというメリットがあった。こうしてヤーバーは、今までヘロインには手を出さなかった若者、労働者、トラック運転手、パーティー通いする上流階級にまで広まり、タイで前例のない規模の麻薬中毒者を生み出した。さらにヤーバーはタイだけではなく、インド北東部、バングラデシュにまで広まっていった。
ちなみにUWSAは、1999年9月～2000年3月と2001年1月～2001年3月の2度、ワ州北部の住民を数万人規模でワ州南部に強制移住させている。UWSAの公式発表では、アヘン栽培に携わるワ州北部の農民をワ州南部の肥沃な平野部に移住させ、他の農業をやらせるためというのがその目的とされているが、識者は、南部のヘロイン精製所の周辺で引き続きアヘン栽培を続けさせるため、あるいはメタンフェタミンの製造に携わせるために移住させた可能性があると指摘している。2000年6月、タイ軍の報道官はBBCに対して、移転によって国境沿いに約50か所の新しいメタンフェタミン製造施設が出現したと語っている。

### アメリカ麻薬取締局（DEA）による起訴
かくして魏学剛は、アメリカとタイの双方から追われる身となり、1999年、アメリカ当局は魏学剛の逮捕に200万＄の懸賞金を出すと発表し、2001年にはタイ当局からタイ国籍を剥奪され、230万＄相当の資産を没収された。2000年6月には、いわゆる「麻薬王指定法（Foreign Narcotics Designation Kingpin Act）」に基づき、魏学剛はアメリカから「麻薬王」に指定された最初の人物の1人になった。2002年には9・11テロを受けて、アメリカ政府は、UWSAが対テロ戦争における重要な標的の1つであると宣言した。
そして2005年1月25日、ニューヨーク州東部地区の検事と麻薬取締局 (DEA) ニューヨーク現地局特別捜査官が、麻薬密売関連の罪でUWSAの幹部8人を起訴した。起訴されたのはパオ・ユーチャン、パオ・ヨウイー、パオ・ヨウリャン、パオ・ヨウアのパオ四兄弟と魏学剛、魏学龍、魏学賢と魏三兄弟、そしてパオ四兄弟とは血縁関係のないパオ・ヒューチャンである。

起訴状には次のように述べられていた。
被告らはUWSAを通じて、UWSA支配地域におけるアヘンの栽培、収集、輸送に関するすべての意思決定をコントロールしている。これには麻薬輸送と麻薬精製所への課税、そして高額な麻薬収益の徴収が含まれる。その見返りとして、被告らとUWSAはワ支配地域のヘロインとメタンフェタミンのラボ、およびビルマ東部からタイ、中国、ラオスへヘロインとメタンフェタミンを密輸する麻薬キャラバンの警備を担当しており、そこから独立ブローカーがアジア、ヨーロッパ、アメリカの国際流通組織に輸送物を密輸している…
この起訴状によりUWSAに激震が走り、2005年6月、UWSAは、ワ州全域を麻薬禁止地域とし、アヘンの栽培、ヘロインおよびメタンフェタミンの製造、取引、密売を全面禁止すると発表した。ただ持続可能な代替生計手段を用意せず、一律にケシ栽培を禁止したので、多くのケシ農家が極貧状態に陥った。
私たちの収入は、森から根を集めることだけです。集めた後、乾燥させて、2kgで5元（1＄未満）で販売できます。この量を作るのに4日かかります。これが唯一の現金収入です。日雇い労働者を見つけるのは非常に困難です。仕事があれば1日20元（3.5＄未満）稼ぐことができますが、これはめったにありません。そのため、ほとんどの人が根を集めています。私たちは手元にあるもので何とかしています。私たちの主なカレーの具はタケノコで、肉はほとんど見かけません…禁止以前はケシ畑で働くことで十分な収入を得ることができました。今ではこれらの根からいくらかのお金を稼ぐことしかできません。食べ物を見つけるにはジャングルに行かなければなりません。唐辛子を食べるのは止められますが、塩を見つける必要があります。
また現在でも、パオ四兄弟を含むワ州政府関係者が直接メタンフェタミンの製造に関わることがなくても、その支配地域内で中国人シンジケートがメタンフェタミンを製造しており、ワ州政府はそれに課税することで収益を上げていると指摘されている。

### 世代交代
2022年、パオ・ユーチャンが高齢であるため、彼の甥のパオ・アイチャンが副司令官に昇進したが、翌2023年10月、パオ・アイチャンはオンライン詐欺に関与した容疑で雲南省昆明で逮捕され、解任された報じられた。
2024年1月26日と27日、1027作戦で成功を収めたMNDAAのリーダー・彭徳仁がワ州を訪れた会談した際、パオ・ユーチャンは姿を見せなかった。代わりにUWSP副議長で、中国系のザオ・グオアン（趙国安）が座長を務めたが、その左隣にはパオ・ユーチャンの息子・パオ・アイカン、右隣にはUWSA創設者の1人、チャオ・ニーライの息子・チャオ・ヤンナライが座っており、世代交代を強く印象付けた。

## 中国との関係
UWSAは中国と非常に近い関係にある。周知のとおり、中国はミャンマーにとって最大の兵器輸入国だが、一方で中国はUWSAにも兵器を供給している。中国はミャンマー政府との関係を「政府と政府」の関係、UWSAとの関係を「党対党」の関係と峻別してこのような対応をしているのだという。リントナーはこの関係を「UWSA…への支援は北京とミャンマーとの関係における『ムチ』として機能し、（ミャンマー政府に対する）外交と援助や投資の約束は『アメ』である」と表現し、ジャーナリストのパトリック・ウィンは「傀儡ではなく属国」、研究者のアンドリュー・オンは「その関係は微妙で、相互の利益、尊敬、礼儀作法に基づいている」と表現している。
2017年4月19日に、UWSAが中心になって結成された連邦政治交渉協議委員会（FPNCC）にも中国は深く関与しており、FPNCCが連邦和平会議 - 21世紀パンロンに参加していた2017年8月24日と2018年3月28日に、それぞれ「成功のために、われわれは中国にミャンマーの和平プロセスへのさらなる関与を求める」「ミャンマーの和平プロセスへの中国の積極的な関与はますます重要になっており、避けることはできない」という声明を発表している。またFPNCCは中国の一帯一路政策を支持していると宣言している。

ただしリントナーは、中国の意図について次のように述べている。
中国は平和を求めているのではなく、地政学的に有利に利用できる安定を求めている。ビルマの場合、それは雲南省からベンガル湾までの経済回廊と、中国がインド洋にアクセスできるチャウピューの港を維持し強化することを意味する。 UWSAを国軍の攻撃を阻止できるほど強力に保ち現状を維持することは、中国が影響力を維持するために必要な優位性を与えるということで、それを放棄するのは愚かなことだ。
2018年10月、UWSAは州内のキリスト教徒約100人を拘束し、100以上の教会を閉鎖し、少なくとも3つの教会を破壊したと報じられた。これはこの年の3月に中緬国境を不法に越えたとして逮捕され、懲役7年の判決を受けたアメリカ在住の中国系牧師ジョン・ツァオの、「家庭教会運動」に関連していると言われている。これは信者が教会ではなく、自宅に集まって礼拝、説教などの宗教活動を行うという運動で、侵攻に基づく運動の組織化、過激化を疑った中国の要請にUWSAが応じた結果とも言われている。
2021年クーデター以降、内戦が激化した後もUWSAは目立った動きをしていないが、2024年10月、この年の1月に中国の調停で結ばれた政府と三兄弟同盟との間の停戦合意を破って、ラーショーに侵攻したミャンマー民族民主同盟軍（MNDAA）やカレンニー州の諸勢力、PDFに対して、兵器を供給しないように中国から要請されたと伝えられている。

## ビジネス
リスクの高い麻薬ビジネス依存から脱却するため、UWSAは1990年代からビジネスの多角化を進めてきた。農家はアヘンの代わりに茶、サトウキビ、ゴム、リュウガンなどの作物を栽培するよう奨励され、酒類やタバコ工場、花崗岩や錫の鉱山、宝石鉱山、その他の中国企業との合弁事業に着手した。しかし、そのほとんどが計画、技術、資金、市場不足のために頓挫したか、赤字と言われている。
唯一、錫鉱石の採掘と精鉱は大きな成功を収め、ミャンマーは世界の錫鉱石の生産量の10％を占めているが、そのほとんどがワ州産とされている。錫鉱石・精鉱は中国とタイに輸出されており、特に中国は錫鉱石・精鉱の輸入の80％をミャンマーに頼っており、その70％がワ州産と言われている。ただ2023年8月1日、ワ州は錫鉱石採掘・加工等を一切停止するという通知を出した。違法採掘が横行しており、その管理を強化するためと推測されている。
また代理人を通じて、エア・サルウィン（元ヤンゴン航空）を所有しているとも伝えられる。
一方、魏学剛は1998年に中国語で「繁栄した国」を意味するホンパン（Hong Pang）・グループという企業グループを設立し、傘下に建設、農業、宝石・鉱物、石油、電子機器・通信、蒸留所、百貨店を収め、ヤンゴン、マンダレー、ラーショー、タチレク、モーラミャインに事務所を設置している。多数の子会社はシャン州とカチン州、そして海外、特に香港で宝石、ジュエリー、鉱山会社を経営しており、ミャンマーでも有数の複合企業に成長しており、事実上、UWSAの商業部門と言われている。2012年、同グループはThawda Win Co. Ltdに改名した。

## 兵器供給

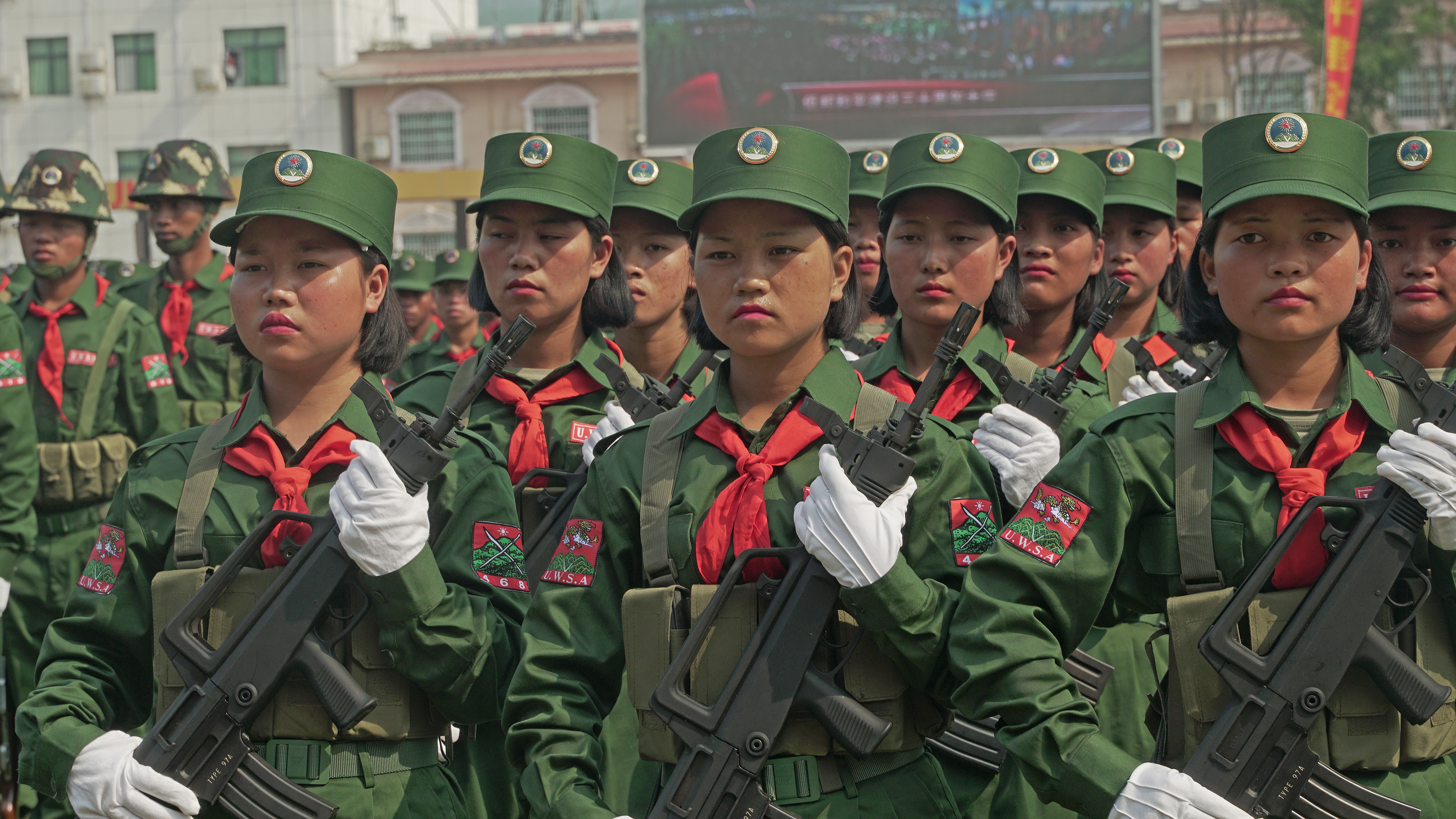
式典に参加するワ州連合軍の女性兵士（2017年1月28日） 中国製のQBZ-95を携行している。

中国から供給される兵器は、HN-5A携帯式防空ミサイルシステム（MANPADS）、重機関銃、自動小銃、迫撃砲、大砲、装甲戦闘車両、その他の高度な軍備が含まれ、最近ではFN-6 MANPADS、105mm無反動砲、122mm榴弾砲、107mm地対地自由飛行ミサイル、装輪装甲兵員輸送車・新星、軍用ドローンなどが納入されたという報告がある。これら中国製兵器はその出所を隠すためにラオス経由でワ州に輸送されることが多いのだという。

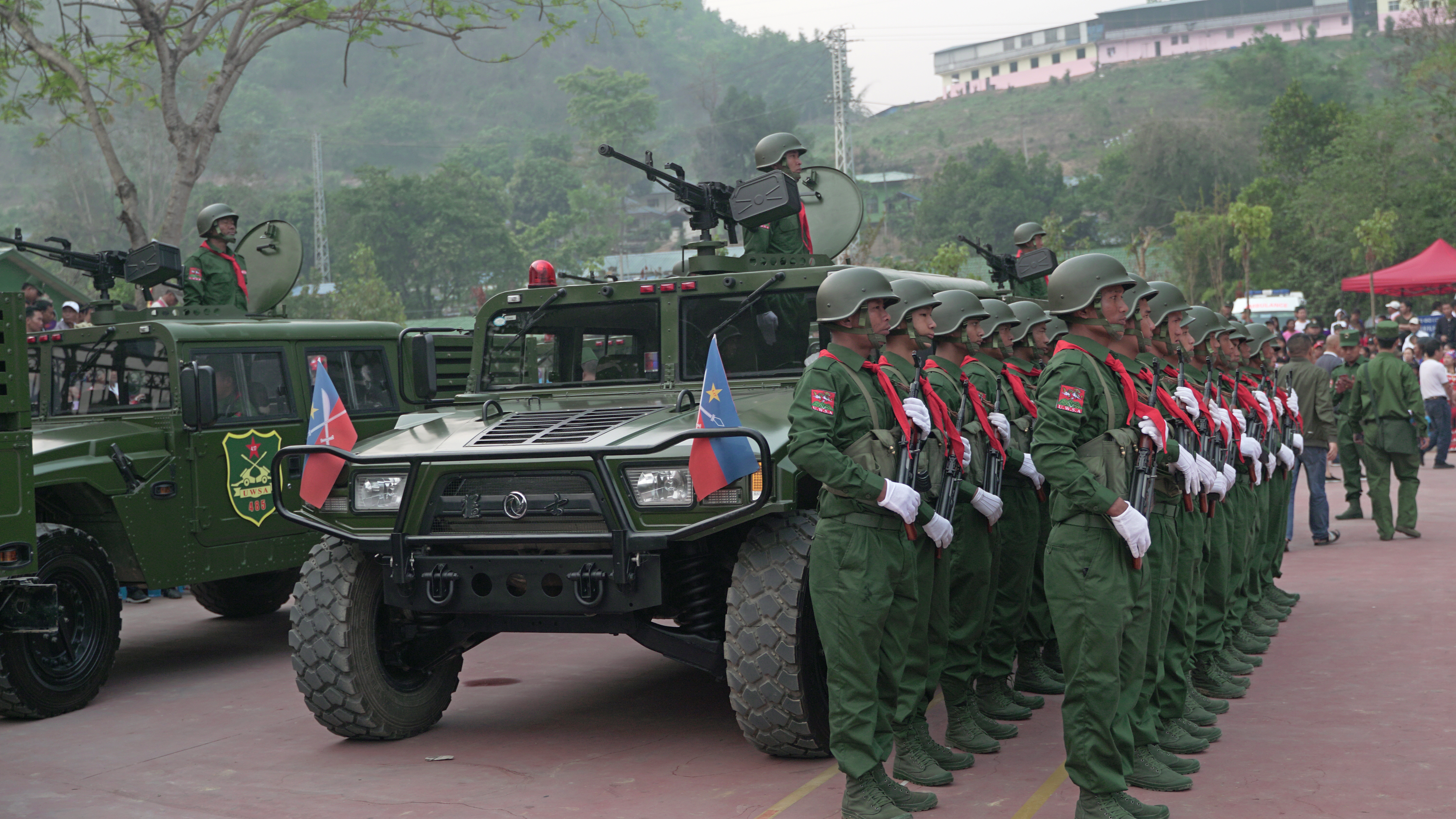
式典に参加するワ州連合軍の東風 EQ2050と兵士（2017年1月28日）

そしてUWSAは、中国から供給された兵器を、連邦政治交渉協議委員会（FPNCC）に所属する同盟グループ、ミャンマー民族民主同盟軍（MNDAA）、シャン州軍（北）（SSA-N）タアン民族解放軍（TNLA）、アラカン軍（AA）に贈与または友情価格で供給している。ただしカチン独立軍（KIA）への供給は低調とのことである。
また2008年12月のジェーンズ・インフォメーション・サービスの報告によると、UWSAは兵器の自前生産に目を向け、AK-47用の小型武器の生産ラインを開始したのだという。

## 統治

### 領土
2008年憲法第56条第6項によれば、ホーパン、モンマオ、パンワイン、ナンパン、パンカン（パンサン）、マッマンの6つの郡区がワ自治管区に指定されている。しかし、実際には3つの特区、3つの県、1～2の開発区で構成されている。資料によってまちまちだが、コー・リン・チンの『The Golden Triangle: Inside Southeast Asia's Drug Trade』ではパンカン、ロンタン（Longtan）、ナンドン（Nang Teung）の3つの特別区、モンマオ（Mengmao）、ウェンガオ（Wengao）、モンボー（Mengbo）の3つの県、モンピン（Mengping）、モンガー（Mengga）の2つの開発区に分類されている。
2008年憲法ではワ州北部のみワ自治管区の領土とされ、ワ州南部は含まれておらず、その地位は曖昧である。ワ州南部には第171軍管区が設置され、「地方行政委員会」という組織が統治している。
2024年1月4日、1027作戦により三兄弟同盟が占領した、それ以前は国軍管轄下にあった自治管区の政府指定首都ホーパンとパンロンが、同月10日、ワ州へ正式に引き渡された。しかしその後、住民はUWSAが課す重税に苦しみ、徴兵や公開処刑もあり、売春宿や賭博場が建設されるなどして、住環境が悪化していると報じられた。

### 地位
UWSAは支配領域を2009年1月にワ州政府特別行政区とする宣言を行ったが、政府は認めておらず、「ワ州」は自称である。ワ州は独立は求めておらず、2008年憲法を改正して、正式にワ自治管区を州に昇格させることを求めている。しかしリントナーやアナリストのユン・サンは、ワ州の目標は現状維持であり、たとえ州の地位を認められなくても、国軍と戦闘を行う気はないと指摘している。

### 統治

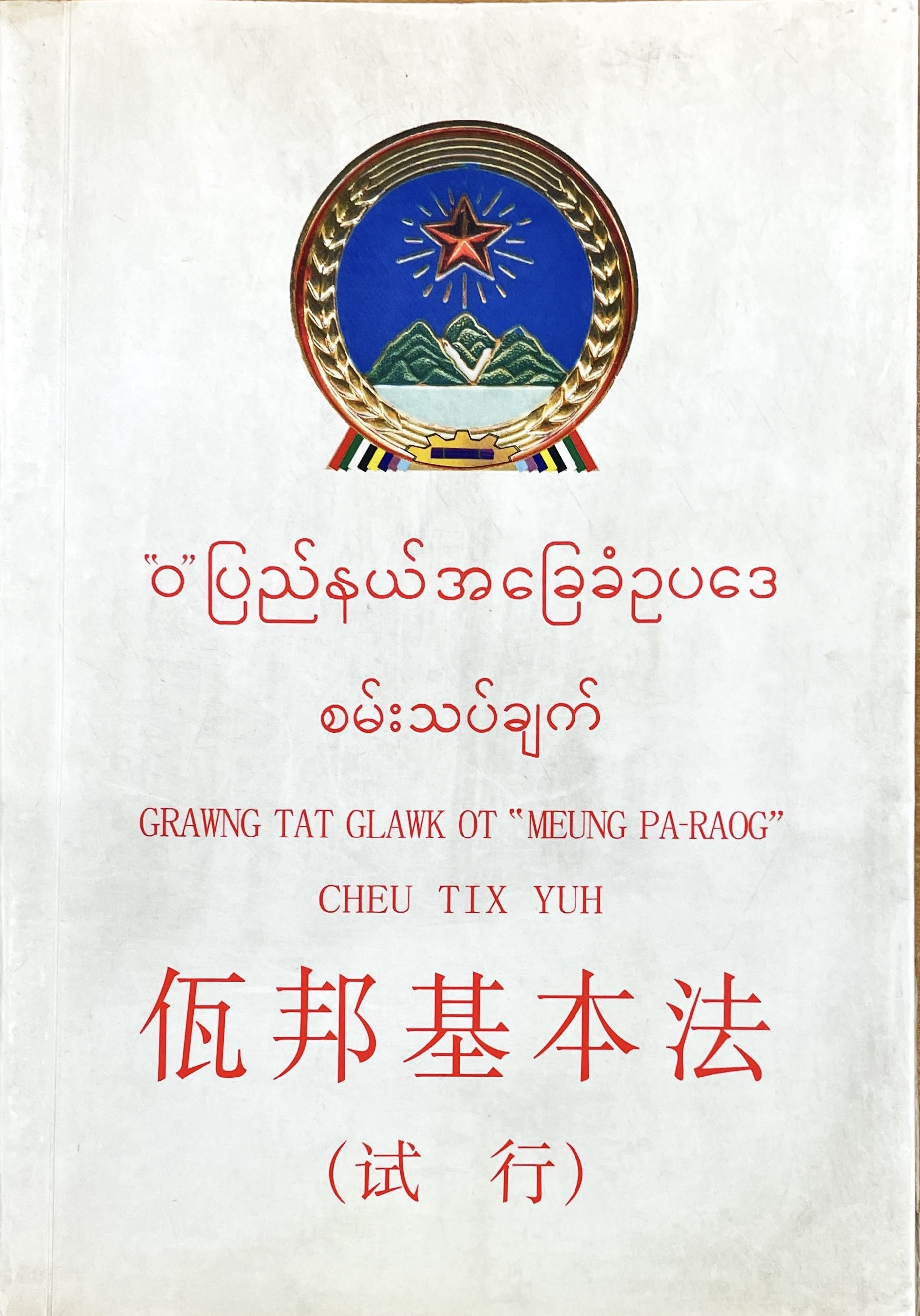
ワ州基本法

ワ州は、ワ州連合党 (UWSP)、ワ州連合軍 (UWSA)、ワ政府によって統治されており、これは中国の組織を模倣したものである。しかし中国と違って、ワ州の党、軍、政府の幹部は重なり合っており、実質的にはこの3つの組織は1つと言え、既述のワ中央当局（WCA）が最高統治機関となっている。裁判所制度が整備されており、地方裁判所は犯罪者に懲役刑と罰金刑のみを科すことができるが、死刑は最高指導者によってのみ執行できるとされている。2003年12月24日にはワ州基本法に可決され、ワ語、中国語、ビルマ語で発表された。
UWSAは北部軍 (4個旅団と砲兵連隊) と、南部軍 (5個旅団) に分かれ、兵力は2万～3万人と見積もられている。ただこれには予備軍や地元の民兵団は含まれていない。さらに約2500人の警察部隊があると言われている。
これらの組織のいずれも非民主的組織であり、UWSPにも約50万人の人口のうち1万人しか入党しておらず、大衆組織には程遠い。ワ族のパオ家と中国系の魏家によって支配されており、特に魏学剛はワ州政府の商業・財務部門の実質的責任者と言え、非常に重要な存在である。コー・リン・チンはこの関係を「ワ族の指導者は筋肉であり、中国人は頭脳である」と述べており、日常的な業務は副長官の肩書を持つ中国系の幹部が担っている。